# Liste der Naturdenkmale in Mayschoß
Die Liste der Naturdenkmale in Mayschoß nennt die im Gemeindegebiet von Mayschoß ausgewiesenen Naturdenkmale (Stand 14. Februar 2024).

## Ehemalige Naturdenkmäler
| Nr. | Bezeichnung             | Lage                   | Beschreibung                                 | Bild                                    |
| --- | ----------------------- | ---------------------- | -------------------------------------------- | --------------------------------------- |
|     | Antoniusbuche und Kreuz | südlich des Ortes Lage | Fagus sylvatica; Rechtsverordnung aufgehoben | Direkt Bild zu diesem Denkmal hochladen |